# اتین فابر
اتین فابر (فرانسوی: Étienne Fabre‎; ۵ اوت ۱۹۹۶ – ۱۰ دسامبر ۲۰۱۶) دوچرخه‌سوار اهل فرانسه بود.
از باشگاه‌هایی که در آن رکاب زده‌است می‌توان به آژ۲آر لا موندیال اشاره کرد.